# Нако-Мару
Нако-Мару (Nako Maru) — транспортне судно, яке під час Другої світової війни взяло участь у операціях японських збройних сил в Малаї, Бірмі та на Соломонових островах.

## Передвоєнна історія
Судно спорудили в 1934 році на верфі Uraga Dock в Уразі (наразі частина Йокосуки) на замовлення компанії Nippon Yusen Kaisha.
12 грудня 1938 судно реквізували для потреб Імперської армії Японії (на той час Японія вже вела війну в Китаї). Втім, через певний час судно демобілізували.
23 вересня 1941-го судно повторно реквізували для потреб Імперської армії Японії.

## Вторгнення до Малаї
Ще до початку війни, 3 грудня 1941-го, Нако-Мару полишило порт Самах на острові Хайнань та попрямувало на південь до узбережжя В'єтнаму. Всього у цьому напрямку рушило майже два десятки суден з частинами 25-ї армії, котрі мали висадитись на перешийку Кра, в Сінгорі, Патані (все — Сіам) та Кота-Бару (Британська Малая).
6 грудня конвой розділився на чотири загони, при цьому Нако-Мару опинилось серед 10 суден, котрі 7 грудня о 23:40 прибули до Сінгори (наразі Сонгкхла) в одній з найпівденніших провінцій Сіаму, неподалік від кордону Британської Малаї, та безперешкодно почав вивантажувати війська.

## Операція у Бірмі
17 лютого 1942-го Нако-Мару та ще 5 суден полишили порт Муцуре (острів Хонсю), маючи на борту частину 56-ї піхотної дивізії. Невдовзі вони досягнули В'єтнаму, а 20 лютого вийшли з бухти Камрань та 22 лютого прибули до Сінгори (10-й малайский конвой підкріплень, 10th Malaya Reinforcement Convoy).
15 березня Нако-Мару прибуло до Сінгапуру, звідки вийшло 19 березня 1942-го разом зі ще 31 судном у напрямку Бірми. 25 березня цей загін, який перевозив все ту ж 56-ту піхотну дивізію, прибув до головного бірманського міста Рангуну та почав висадку військ.

## Участь у битві за Гуадалканал
На початку листопада 1942-го судно перебувало у Рабаулі — головній передовій базі японців у архіпелазі Бісмарка, з якої провадились операції на Соломонових островах та сході Нової Гвінеї. На той час уже два місяці йшла важка битва за Гуадалканал і в регіон прибували численні японські конвої з військами та озброєнням. Нако-Мару вирішили залучити до наймасштабнішої операції з доставки підкріплень на Гуадалканал і перевели його до якірної стоянки Шортленд — прикритої групою невеликих островів Шортленд акваторії біля південного завершення острова Бугенвіль, де зазвичай відстоювались легкі бойові кораблі та перевалювались вантажі для подальшої відправки далі на схід Соломонових островів.
12 листопада судна з військами полишили Шортленд, проте невдовзі повернулись на тлі повідомлень про жорстоку битву надводних кораблів біля району висадки. У другій половині дня 13 листопада 11 транспортів, розділених на два ешелони, знову рушили з району Шортленд до Гуадалканалу. Нако-Мару належав до більш швидкого першого ешелону, котрий мав висадити доправлених вояків біля Тассафаронгу. Транспорти супроводжували 11 есмінців, а повітряне прикриття надавали літаки базової авіації та гідролітаки з бази в Шортленді.
Судна завершували прохід між островами Нова Джорджія та Санта-Ісабель і наближались до Гуадалканалу, коли невдовзі після опівдня 14 листопада почались удари американської авіації. За три години були втрачені 5 транспортів, нарешті в останній атаці уразили й Нако-Мару. Судно затонуло, при цьому з нього змогли зняти 1100 осіб.
Можливо також відзначити, що за підсумками операції японці втратили всі 11 транспортів, хоча частину бійців і вдалось висадити на Гуадалканалі (так само загинули й обидва залучені лінійні кораблі).